# هانس بریلوند
هانس بریلوند (انگلیسی: Hans Berglund؛ ۲۴ فوریه ۱۹۱۸ – ۱۷ سپتامبر ۲۰۰۶) قایقران کانو اهل سوئد بود.
وی در مسابقات کشوری و بین‌المللی در مجموع برندهٔ ۲ مدال طلا، ۱ مدال نقره شده‌است.